# Aphanogmus incredibilis
Aphanogmus incredibilis är en stekelart som beskrevs av Paul Dessart 1978. Aphanogmus incredibilis ingår i släktet Aphanogmus och familjen pysslingsteklar. Inga underarter finns listade i Catalogue of Life.